# Dansk Melodi Grand Prix 2010
Dansk Melodi Grand Prix 2010 var den 40. udgave af Dansk Melodi Grand Prix, en sangkonkurrence afholdt af Danmarks Radio med det formål at finde den sang der skulle repræsentere Danmark ved Eurovision Song Contest 2010 i Norge.
Konkurrencen blev afholdt den 6. februar 2010 i Gigantium i Aalborg med Felix Smith og Julie Berthelsen som værter og blev sendt direkte på DR1.
Vinderen blev duoen Chanée & N'evergreen med sangen "In a Moment Like This", som dermed repræsenterede Danmark ved Eurovision Song Contest 2010. I finalen fik de 149 points, hvilket rakte til en 4. plads -Danmarks bedste placering siden 2001.

## Deltagere
De 10 deltagere ved Dansk Melodi Grand Prix 2010 blev offentliggjort den 12. januar 2010. Heraf var Bryan Rice, Kaya Brüel og Sukkerchok inviteret med på et wildcard.
| #   | Artist               | Sang                    | Komponist / tekstforfatter                                                   | Note  |
| --- | -------------------- | ----------------------- | ---------------------------------------------------------------------------- | ----- |
| 1.  | Bryan Rice           | "Breathing"             | Peter Bjørnskov                                                              | Top 4 |
| 2.  | Joakim Tranberg      | "All About a Girl"      | Lars Halvor Jensen, Martin Michael Larsson, Ronan Keating                    |       |
| 3.  | MariaMatilde Band    | "Panik!"                | Maria Sejer, Matilde Kühl, Mads Haugaard, Marcus Winther-John                |       |
| 4.  | Simone               | "How Will I Know"       | Jacob Launbjerg / Andreas Mørck                                              | Top 4 |
| 5.  | Jens Marni           | "Gloria"                | Svend Gudiksen, Johannes Jørgensen, Noam Halby                               |       |
| 6.  | Chanée & N'evergreen | "In a Moment Like This" | Thomas G:son, Henrik Sethsson, Erik Bernholm / Thomas G:son, Henrik Sethsson | Top 4 |
| 7.  | Kaya Brüel           | "Only Tonight"          | Kaya Brüel                                                                   |       |
| 8.  | Thomas Barsøe        | "Just Like Rain"        | Patrick Jonsson, Joakim Övrenius, Thomas Karlsson, Thomas Barsøe             |       |
| 9.  | Sukkerchok           | "Kæmper for kærlighed"  | Lasse Lindorff, Martin Michael Larsson, Lise Cabble                          |       |
| 10. | Silas & Kat          | "Come Come Run Away"    | Lise Cabble, Simon Munk                                                      | Top 4 |

### Zindy Laursen
Ifølge pressemateriale der kortvarigt var tilgængeligt på DR's hjemmeside, skulle Zindy Laursen være blandt deltagerne i Dansk Melodi Grand Prix 2010. Den 13. januar blev det bekræftet af DR's underholdningsredaktør, Jan Lagermand Lundme, at Zindy Laursen var blevet inviteret til at deltage på et wildcard og skulle have deltaget med sangen "All About Me" som hun selv har skrevet. Imidlertid trak hun sig af ukendte grunde mindre end 24 timer før deltagerne skulle præsenteres for pressen. Hun blev erstattet af juryens bud på en syvende deltager blandt de indsendte bidrag, MariaMatilde Band.
Det er efterfølgende kommet frem at Zindy har optrådt med netop "All About Me" flere gange i løbet af efteråret 2009, og at sangen har været tilgængelig på internettet siden september 2009, hvilket er et brud på både EBU og DRs regler om sangenes offentliggørelse.

## Afstemning
Showet bestod af en indledende runde, hvor alle 10 deltagere fremførte deres sange. Heraf blev fire stemt videre til semifinalen, hvor de her skulle dyste to og to. De to deltagere med flest stemmer gik videre til den endelige finale.
Selve afstemningsproceduren var magen til sidste år, hvor den første gang blev brugt. I den første afstemningsrunde valgte både seerne, via SMS, og den særligt udvalgte fagjury de fire sange der skulle gå videre til semifinalen. Seernes og juryens stemmer talte hver 50%. I semfinalen var det udelukkende seernes stemmer der afgjorde hvilke to sange ud af de fire, der dystede parvis, som skulle gå videre til finalen. Det samme gjaldt i finalen, der endeligt besluttede hvilken sang der skulle repræsentere Danmark ved Eurovision Song Contest 2010.
Fagjuryen bestod af Paw Lagermann, Camille Jones, Søs Fenger, Kenneth Kreutzmann, Chief 1 og Bent Fabricius-Bjerre.
|  | Semifinale                                     |                          |  | Finale |
|  |                                                |                          |  |        |
|  |                                                |                          |  |        |
|  |                                                |                          |  |        |
|  | Simone - "How Will I Know"                     |                          |  |        |
|  |                                                |                          |  |        |
|  | Chanée & N'evergreen - "In a Moment Like This" |                          |  |        |
|  | Chanée & N'evergreen - "In a Moment Like This" |                          |  |        |
|  |                                                |                          |  |        |
|  |                                                | Bryan Rice - "Breathing" |  |        |
|  | Silas & Kat - "Come Come Run Away"             |                          |  |        |
|  |                                                |                          |  |        |
|  | Bryan Rice - "Breathing"                       |                          |  |        |